# Prémios do Cinema Europeu de 2005
A 18ª Edição dos Prémios do Cinema Europeu (em inglês: 18th European Film Awards) foi apresentada no dia 3 de dezembro de 2005, por Heino Ferch. Esta edição ocorreu em Berlim, Alemanha.

## Vencedores e nomeados
A cor de fundo       indica os vencedores.

### Melhor filme
| Filme                            | Título no Brasil         | Título em Portugal              | Diretor/Realizador                | Produção (país)  |
| -------------------------------- | ------------------------ | ------------------------------- | --------------------------------- | ---------------- |
| Caché                            | Caché                    | Nada a Esconder                 | Michael Haneke                    | França / Áustria |
| Brødre                           |                          |                                 | Susanne Bier                      | Dinamarca        |
| Don't Come Knocking              | Estrela Solitária        | Estrela Solitária               | Wim Wenders                       | Alemanha         |
| L'Enfant                         | A Criança                | A Criança                       | Jean-Pierre Dardenne Luc Dardenne | Bélgica / França |
| My Summer of Love                | Meu Amor de Verão        | Amor de Verão                   | Paweł Pawlikowski                 | Reino Unido      |
| Sophie Scholl – Die letzten Tage | Uma Mulher Contra Hitler | Sophie Scholl - Os Últimos Dias | Marc Rothemund                    | Alemanha         |

### Melhor realizador/diretor
| Realizador/Diretor | Nacionalidade (país) | Filme                      | Título no Brasil  | Título em Portugal |
| ------------------ | -------------------- | -------------------------- | ----------------- | ------------------ |
| Michael Haneke     | Áustria              | Caché                      | Caché             | Nada a Esconder    |
| Susanne Bier       | Dinamarca            | Brødre                     |                   |                    |
| Roberto Faenza     | Itália               | Alla luce del sole         |                   |                    |
| Álex de la Iglesia | Espanha              | Crimen Ferpecto            |                   | Crime Ferpeito     |
| Paweł Pawlikowski  | Polónia              | My Summer of Love          | Meu Amor de Verão | Amor de Verão      |
| Cristi Puiu        | Roménia              | Moartea domnului Lăzărescu |                   |                    |
| Wim Wenders        | Alemanha             | Don’t Come Knocking        | Estrela Solitária | Estrela Solitária  |

### Melhor ator
| Ator           | Nacionalidade (país) | Filme                           | Título no Brasil                  | Título em Portugal                 |
| -------------- | -------------------- | ------------------------------- | --------------------------------- | ---------------------------------- |
| Daniel Auteuil | França               | Caché                           | Caché                             | Nada a Esconder                    |
| Romain Duris   | França               | De battre mon cœur s'est arrêté | De Tanto Bater, Meu Coração Parou | De Tanto Bater o Meu Coração Parou |
| Henry Hübchen  | Alemanha             | Alles auf Zucker!               | Todos Contra Zucker!              |                                    |
| Ulrich Matthes | Alemanha             | Der neunte Tag                  |                                   | O Nono Dia                         |
| Jérémie Renier | Bélgica              | L'enfant                        | A Criança                         | A Criança                          |
| Ulrich Thomsen | Dinamarca            | Brødre                          |                                   |                                    |

### Melhor atriz
| Atriz             | Nacionalidade (país) | Filme                            | Título no Brasil         | Título em Portugal              |
| ----------------- | -------------------- | -------------------------------- | ------------------------ | ------------------------------- |
| Julia Jentsch     | Alemanha             | Sophie Scholl - Die letzten Tage | Uma Mulher Contra Hitler | Sophie Scholl - Os Últimos Dias |
| Juliette Binoche  | França               | Caché                            | Caché                    | Nada a Esconder                 |
| Sandra Ceccarelli | Itália               | La vita che vorrei               |                          |                                 |
| Connie Nielsen    | Dinamarca            | Brødre                           |                          |                                 |
| Natalie Press     | Reino Unido          | My Summer of Love                | Meu Amor de Verão        | Amor de Verão                   |
| Audrey Tautou     | França               | Un long dimanche de fiançailles  | Amor Eterno              | Um Longo Domingo de Noivado     |

### Melhor argumentista/roteirista
| Argumentista/Roteirista      | Nacionalidade (país)                     | Filme                      | Título no Brasil     | Título em Portugal |
| ---------------------------- | ---------------------------------------- | -------------------------- | -------------------- | ------------------ |
| Hany Abu-Assad Bero Beyer    | Países Baixos/ Palestina · Países Baixos | Paradise Now               | Paradise Now         | O Paraíso, Agora!  |
| Mark O'Halloran              | Irlanda                                  | Adam & Paul                |                      |                    |
| Michael Haneke               | Áustria                                  | Caché                      | Caché                | Nada a Esconder    |
| Anders Thomas Jensen         | Dinamarca                                | Adams æbler Brødre         | Entre o Bem e o Mau  |                    |
| Dani Levy Holger Franke      | Suíça · Alemanha                         | Alles auf Zucker!          | Todos Contra Zucker! |                    |
| Cristi Puiu Răzvan Rădulescu | Roménia                                  | Moartea domnului Lăzărescu |                      |                    |

### Melhor diretor de fotografia
| Diretor de fotografia | Nacionalidade (país) | Filme                           | Título no Brasil  | Título em Portugal          |
| --------------------- | -------------------- | ------------------------------- | ----------------- | --------------------------- |
| Franz Lustig          | Alemanha             | Don't Come Knocking             | Estrela Solitária | Estrela Solitária           |
| Christian Berger      | Áustria              | Caché                           | Caché             | Nada a Esconder             |
| Bruno Delbonnel       | França               | Un long dimanche de fiançailles | Amor Eterno       | Um Longo Domingo de Noivado |
| Anthony Dod Mantle    | Reino Unido          | Manderlay                       | Manderlay         | Manderlay                   |
| Ryszard Lenczewski    | Polónia              | My Summer of Love               | Meu Amor de Verão | Amor de Verão               |
| Gyula Pados           | Hungria              | Sorstalanság                    | Marcas da Guerra  | Sem Destino                 |

### Melhor montador/editor
| Editor/Montador             | Nacionalidade (país) | Filme                           | Título no Brasil  | Título em Portugal          |
| --------------------------- | -------------------- | ------------------------------- | ----------------- | --------------------------- |
| Michael Hudecek Nadine Muse | Áustria · França     | Caché                           | Caché             | Nada a Esconder             |
| Peter Przygodda Oli Weiss   | Alemanha             | Don't Come Knocking             | Estrela Solitária | Estrela Solitária           |
| Hervé Schneid               | França               | Un long dimanche de fiançailles | Amor Eterno       | Um Longo Domingo de Noivado |

### Melhor diretor de arte
| Diretor de arte | Nacionalidade (país) | Filme                            | Título no Brasil         | Título em Portugal              |
| --------------- | -------------------- | -------------------------------- | ------------------------ | ------------------------------- |
| Aline Bonetto   | França               | Un long dimanche de fiançailles  | Amor Eterno              | Um Longo Domingo de Noivado     |
| Peter Grant     | Dinamarca            | Manderlay                        | Manderlay                | Manderlay                       |
| Jana Karen      | Alemanha             | Sophie Scholl - Die letzten Tage | Uma Mulher Contra Hitler | Sophie Scholl - Os Últimos Dias |

### Melhor compositor
| Compositor                            | Nacionalidade (país) | Filme             | Título no Brasil | Título em Portugal  |
| ------------------------------------- | -------------------- | ----------------- | ---------------- | ------------------- |
| Rupert Gregson-Williams Andrea Guerra | Reino Unido · Itália | Hotel Rwanda      | Hotel Ruanda     | Hotel Ruanda        |
| Joachim Holbek                        | Dinamarca            | Manderlay         | Manderlay        | Manderlay           |
| Cyril Morin                           | França               | The Syrian Bride  | A Noiva Síria    |                     |
| Ennio Morricone                       | Itália               | Sorstalanság      | Marcas da Guerra | Sem Destino         |
| Stefan Nilsson                        | Suécia               | Så som i himmelen |                  | Como se Fosse O Céu |
| Johan Söderqvist                      | Suécia               | Brødre            |                  |                     |

### Melhor documentário
| Documentário                             | Título no Brasil | Título em Portugal           | Diretor/Realizador                    | Produção (país)     |
| ---------------------------------------- | ---------------- | ---------------------------- | ------------------------------------- | ------------------- |
| Un dragon dans les eaux pures du Caucase |                  |                              | Nino Kirtadzé                         | França              |
| Am seidenen Faden                        |                  |                              | Katarina Peters                       | Alemanha            |
| Devil's Miner - Der Berg des Teufels     |                  |                              | Richard Ladkani Kief Davidson         | Alemanha            |
| Leiputrija                               |                  |                              | Laila Pakalnina                       | Letônia / Alemanha  |
| Melodias                                 |                  |                              | François Bovy                         | Suíça               |
| Pries parskrendant i zeme                |                  |                              | Arunas Matelis                        | Lituânia / Alemanha |
| Repetitioner                             |                  |                              | Michal Leszczylowsky Gunnar Källström | Suécia              |
| The Swenkas                              |                  |                              | Jeppe Rønde                           | Dinamarca / Suécia  |
| Ungdommens råskap                        |                  |                              | Margreth Olin                         | Noruega / Dinamarca |
| Viva Zapatero!                           | Viva Zapatero!   | Viva Zapatero!               | Sabina Guzzanti                       | Itália              |
| Workingman's Death                       |                  | A Morte do Homem Trabalhador | Michael Glawogger                     | Áustria / Alemanha  |

### Filme revelação
| Filme              | Título no Brasil | Título em Portugal   | Diretor/Realizador          | Produção (país)    |
| ------------------ | ---------------- | -------------------- | --------------------------- | ------------------ |
| Anklaget           |                  | O Acusado nas Grades | Jakob Thuesen               | Dinamarca          |
| 4                  |                  |                      | Ilya Khrzhanovsky           | Rússia             |
| Alice              |                  | Alice                | Marco Martins               | Portugal           |
| Ono                |                  |                      | Malgorzata Szumowska        | Alemanha / Polónia |
| Quand la mer monte |                  |                      | Yolande Moreau Gilles Porte | França / Bélgica   |
| Saimir             |                  |                      | Francesco Munzi             | Itália             |
| Uno                |                  |                      | Aksel Hennie                | Noruega            |

### Prémio FIPRESCI
| Filme | Título no Brasil | Título em Portugal | Diretor/Realizador | Produção (país)  |
| ----- | ---------------- | ------------------ | ------------------ | ---------------- |
| Caché | Caché            | Nada a Esconder    | Michael Haneke     | França / Áustria |

### Melhor curta-metragem
Os nomeados para Melhor Curta-Metragem foram selecionados por um júri independente em vários festivais de cinema por toda a Europa.
| Curta-metragem            | Diretor/Realizador    | Produção (país)      | Festival                  |
| ------------------------- | --------------------- | -------------------- | ------------------------- |
| Undressing My Mother      | Ken Wardrop           | Irlanda              | Festival de Tampere       |
| Little Terrorist          | Ashvin Kumar          | Reino Unido          | Festival de Gent          |
| Randevú                   | Ferenc Cakó           | Hungria              | Festival de Valladolid    |
| Rain is Falling           | Holger Ernst          | Alemanha             | Festival de Valladolid    |
| Flatlife                  | Jonas Geirnaert       | Bélgica              | Festival de Angers        |
| Hoi Maya                  | Claudia Lorenz        | Suíça                | Festival de Berlim        |
| Toz                       | Halit Fatih Kizilgok  | Turquia              | Festival de Cracóvia      |
| Bawke                     | Hisham Zaman          | Noruega              | Festival de Grimstad      |
| A Serpente                | Sandro Aguilar        | Portugal             | Festival de Vila do Conde |
| Prva plata                | Alen Drljević         | Bósnia e Herzegovina | Festival de Sarajevo      |
| Scen nr: 6882 ur mitt liv | Ruben Östlund         | Suécia               | Festival de Edimburgo     |
| Butterflies               | Max Jacoby            | Luxemburgo           | Festival de Veneza        |
| Minotauromaquia           | Juan Pablo Etcheverry | Espanha              | Festival de Drama         |

### Melhor filme não europeu
| Filme                         | Título no Brasil                | Título em Portugal               | Diretor/Realizador | Produção (país)             |
| ----------------------------- | ------------------------------- | -------------------------------- | ------------------ | --------------------------- |
| Good Night, and Good Luck     | Boa Noite, e Boa Sorte          | Boa Noite, e Boa Sorte           | George Clooney     | Estados Unidos              |
| Batalla en el cielo           | Batalha no Céu                  | Batalha no Céu                   | Carlos Reygadas    | México                      |
| Be with Me                    |                                 |                                  | Eric Khoo          | Singapura                   |
| Brokeback Mountain            | O Segredo de Brokeback Mountain | O Segredo de Brokeback Mountain  | Ang Lee            | Estados Unidos              |
| Broken Flowers                | Flores Partidas                 | Broken Flowers - Flores Partidas | Jim Jarmusch       | Estados Unidos              |
| The Constant Gardener (filme) | O Jardineiro Fiel               | O Fiel Jardineiro                | Fernando Meirelles | Reino Unido / Alemanha      |
| Crash                         | Crash - No Limite               | Colisão                          | Paul Haggis        | Estados Unidos              |
| C.R.A.Z.Y.                    | C.R.A.Z.Y. - Loucos de Amor     |                                  | Jean-Marc Vallée   | Canadá                      |
| Look Both Ways                |                                 | Olha para os Dois Lados          | Sarah Watt         | Austrália                   |
| Sympathy For Lady Vengeance   | Lady Vingança                   | Vingança Planeada                | Park Chan-Wook     | Coreia do Sul               |
| Tsotsi                        | Infância Roubada                | Tsotsi                           | Gavin Hood         | Reino Unido / África do Sul |

### Prémio de carreira
- Sean Connery

### Prémio de mérito europeu no Cinema Mundial
- Maurice Jarre

### Prémio do Público
O vencedor dos Prémios Jameson Escolha do Público foram escolhidos por votação on-line.

#### Melhor realizador/diretor
| Realizador/Diretor | Nacionalidade (país) | Filme                            | Título no Brasil                  | Título em Portugal                 |
| ------------------ | -------------------- | -------------------------------- | --------------------------------- | ---------------------------------- |
| Marc Rothemund     | Alemanha             | Sophie Scholl - Die letzten Tage | Uma Mulher Contra Hitler          | Sophie Scholl - Os Últimos Dias    |
| Jacques Audiard    | França               | De battre mon cœur s'est arrêté  | De Tanto Bater, Meu Coração Parou | De Tanto Bater o Meu Coração Parou |
| Timur Bekmambetov  | Rússia/ Cazaquistão  | Nochnoy dozor                    | Guardiões da Noite                | Guardiões da Noite                 |
| Álex de la Iglesia | Espanha              | Crimen Ferpecto                  |                                   | Crime Ferpeito                     |
| Jean-Pierre Jeunet | França               | Un long dimanche de fiançailles  | Amor Eterno                       | Um Longo Domingo de Noivado        |
| Dani Levy          | Suíça                | Alles auf Zucker!                | Todos Contra Zucker!              |                                    |
| Roger Michell      | Reino Unido          | Enduring Love                    | Amor Para Sempre                  | O Fardo do Amor                    |
| Kay Pollak         | Suécia               | Så som i himmelen                |                                   | Como se Fosse o Céu                |
| Paolo Sorrentino   | Itália               | Le conseguenze dell'amore        |                                   | As Consequências do Amor           |
| István Szabó       | Hungria              | Being Julia                      | Adorável Júlia                    | As Paixões de Júlia                |

#### Melhor ator
| Ator             | Nacionalidade (país)   | Filme                     | Título no Brasil                         | Título em Portugal                            |
| ---------------- | ---------------------- | ------------------------- | ---------------------------------------- | --------------------------------------------- |
| Orlando Bloom    | Reino Unido            | Kingdom of Heaven         | Cruzada                                  | Reino dos Céus                                |
| Christian Bale   | Reino Unido            | The Machinist             | O Operário                               | O Maquinista                                  |
| Jean-Marc Barr   | França/ Estados Unidos | Crustacés & coquillages   |                                          |                                               |
| Daniel Craig     | Reino Unido            | Enduring Love Layer Cake  | Amor Para Sempre Nem Tudo É o que Parece | O Fardo do Amor Layer Cake - Crime Organizado |
| Marian Dziędziel | Polónia                | Wesele                    |                                          |                                               |
| Henry Hübchen    | Alemanha               | Alles auf Zucker!         | Todos Contra Zucker!                     |                                               |
| Toni Servillo    | Itália                 | Le conseguenze dell'amore |                                          | As Consequências do Amor                      |
| Ulrich Thomsen   | Dinamarca              | Brødre                    |                                          |                                               |
| Srđan Todorović  | Sérvia                 | Sivi kamion crvene boje   |                                          |                                               |
| Luis Tosar       | Espanha                | La vida que te espera     |                                          |                                               |

#### Melhor atriz
| Atriz                   | Nacionalidade (país) | Filme                            | Título no Brasil             | Título em Portugal              |
| ----------------------- | -------------------- | -------------------------------- | ---------------------------- | ------------------------------- |
| Julia Jentsch           | Alemanha             | Sophie Scholl - Die letzten Tage | Uma Mulher Contra Hitler     | Sophie Scholl - Os Últimos Dias |
| Hiam Abbass             | Israel               | The Syrian Bride                 | A Noiva Síria                |                                 |
| Mónica Cervera          | Espanha              | Crimen Ferpecto                  |                              | Crime Ferpeito                  |
| Judy Dench Maggie Smith | Reino Unido          | Ladies in Lavender               | O Violinista que Veio do Mar | O Amor não Escolhe Idades       |
| Agnieszka Grochowska    | Polónia              | Pregi                            |                              |                                 |
| Licia Maglietta         | Itália               | Agata e la tempesta              | Ágata e a Tempestade         |                                 |
| Emily Mortimer          | Reino Unido          | Dear Frankie                     | Querido Frankie              | Querido Frankie                 |
| Connie Nielsen          | Dinamarca            | Brødre                           |                              |                                 |
| Charlotte Rampling      | Reino Unido          | Lemming                          |                              |                                 |
| Audrey Tautou           | França               | Un long dimanche de fiançailles  | Amor Eterno                  | Um Longo Domingo de Noivado'    |

## Netografia
- «Vencedores dos EFA 2005» (em inglês)
- «Nomeados para os EFA 2005» (em inglês)